# Тројановице
Тројановице (чеш. Trojanovice) је насељено мјесто са административним статусом сеоске општине (чеш. obec) у округу Нови Јичин, у Моравско-Шлеском крају, Чешка Република.

## Становништво
Према подацима о броју становника из 2014. године насеље је имало 2.439 становника.